# Lequincio Zeefuik
Lequincio Zeefuik (* 26. November 2004) ist ein niederländischer Fußballspieler, der aktuell bei AZ Alkmaar in der Eredivisie unter Vertrag steht.

## Karriere
Zeefuik begann seine fußballerische Ausbildung bei den drei Amateurvereinen DWC, DVC Buiksloot und Joga Fortius. 2017 wechselte er zum FC Volendam in die Jugend. 2019/20 stand er einmal im Kader der U17-Mannschaft in der B-Junioren-Divisie. Gegen den SC Telstar schoss er bei seinem Debüt in der eerste Divisie direkt sein erstes Tor nach Einwechslung. Insgesamt spielte er, inklusive der Aufstiegsplayoffs fünfmal für die Zweitligamannschaft.

## Sonstiges
Zeefuik ist der Bruder dreier Fußballspieler: Deyovaisio, Género und Gairvyno.